# Marsjanin Marwin
Marsjanin Marvin – postać Marsjanina z kreskówek z serii Zwariowane melodie.
Marsjanin Marvin pojawił się po raz pierwszy w kreskówce pt. Nieziemski Królik w 1948 roku. Jego największymi wrogami są: Królik Bugs, Kaczor Daffy (również jako Kaczor Dodgers) i Prosiak Porky (również jako Kadet). Jego celem jest podbój bądź unicestwienie Ziemi (dla własnych celów lub dla Marsa), jednak najczęściej mu się to nie udaje.
Głosu Marvinowi w oryginale użyczał przede wszystkim Mel Blanc, a poza nim także m.in. Joe Alaskey, Darmon Jones i Eric Bauza (obecnie).
W wersji polskiej Marsjaninowi głosu użyczali: Wojciech Machnicki, Włodzimierz Bednarski oraz bracia Kwiecień: Grzegorz i (obecnie) Mateusz.